# Isola Expedition
Expedition è una piccola isola del gruppo delle Fox nell'arcipelago delle Aleutine orientali e appartiene all'Alaska (USA).
Si trova a sud dell'isola di Amaknak, nella baia di Unalaska. Sull'isola Expedition si trova un parco.